# San Martino (Genua)

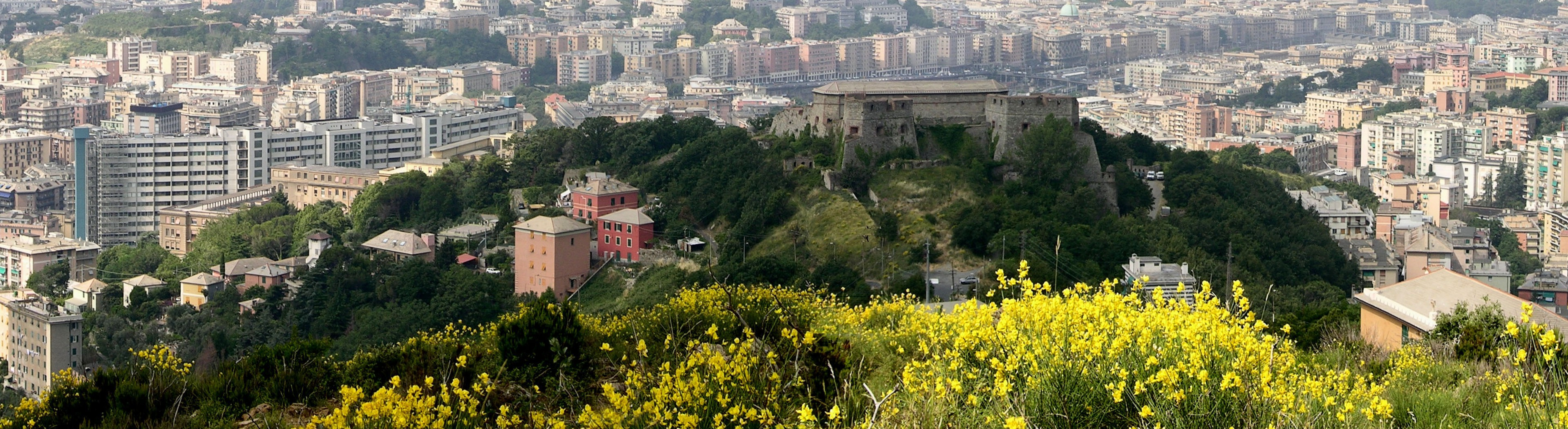
Blick auf das Viertel San Martino und das Forte Santa Tecla

San Martino d’Albaro (im Ligurischen: San Martino d’Arbâ), oder einfach San Martino ist ein Stadtteil der norditalienischen Hafenstadt Genua. Das Viertel erstreckt sich über den Hügel von Albaro, der das Val Bisagno von dem Valle Sturla trennt. Es gehört zu dem Munizip VIII Medio Levante und schließt die Bezirke San Martino und Chiappeto ein. Insgesamt hat der Stadtteil 15.592 Einwohner.
Bevor San Martino 1873 in die Stadt Genua eingegliedert wurde, war es eine kleine ländliche Gemeinde, die aus wenigen, von Äckern umgebenen Siedlungen bestand. Nach dem Anschluss wurde das gesamte Gebiet, wie auch die angrenzenden, ehemals autonomen Viertel Foce, San Fruttuoso und Marassi, stark urbanisiert. Heute ist San Martino fast ausschließlich ein Wohnviertel.
Innerhalb des Stadtteils befindet sich das Hauptkrankenhaus von Genua, das Ospedale San Martino, mit den wissenschaftlichen Strukturen im Bereich Medizin, Physik, Mathematik, Biologie und Geologie der Universität Genua. In dem Viertel steht des Weiteren das Stadio Carlini. Es ist nach dem Stadio Luigi Ferraris in Marassi das zweitgrößte Stadion der Stadt, mit einer Kapazität von 5700 Zuschauern.
Von der ursprünglichen Siedlung bestehen heute nur noch einige Bauten um die Kirche San Martino d’Albaro und San Rocco di Vernazza.